# Matrimonio igualitario en Kentucky
El matrimonio igualitario es legal en Kentucky desde el fallo de la Corte Suprema de los Estados Unidos en el caso Obergefell contra Hodges, emitido el 26 de junio de 2015. La decisión, que invalidó las prohibiciones legales y constitucionales de Kentucky contra los matrimonios entre personas del mismo sexo, fue implementada casi de inmediato por el gobernador Steve Beshear y el fiscal general Jack Conway.

## Restricciones legales
El 9 de noviembre de 1973, la corte de apelacions de Kentucky dictaminó en el caso Jones contra Hallahan que dos mujeres fueron correctamente denegadas una licencia de matrimonio en Louisville, basándose en definiciones de diccionario del término matrimonio, a pesar de que los estatutos estatales no restringían explícitamente el matrimonio a parejas de distinto sexo. El tribunal sostuvo que «la relación propuesta [...] no es un matrimonio».
Después de que la Corte Suprema de Hawái estuviera a punto de legalizar el matrimonio igualitario en Hawái en 1993, la Asamblea General de Kentucky impulsó la aprobación de un proyecto de ley para prohibirlo. El gobernador Paul E. Patton firmó la ley el 2 de abril, y entró en vigor el 15 de julio de 1998. La ley definía el matrimonio como «la relación entre un hombre y una mujer», prohibía el matrimonio entre personas del mismo sexo, lo declaraba contrario al orden público y negaba el reconocimiento de los matrimonios de ese tipo celebrado en otras jurisdicciones.
En noviembre de 2004, los votantes de Kentucky aprobaron la Enmienda 1 de 2004, una enmienda constitucional que prohibía el matrimonio igualitario. El único reconocimiento legal de las relaciones entre personas del mismo sexo en Kentucky era la extensión de los derechos de visita hospitalaria a través de una ley de visitante designado.

## Demandas federales

### CasoBourke contra Beshear
El 26 de julio de 2013, una pareja del mismo sexo legalmente casada en Canadá presentó una demanda ante la Corte de Distrito de los Estados Unidos para el Distrito Oeste de Kentucky, impugnando la negativa del estado de Kentucky a reconocer su matrimonio. El caso fue presentado por el bufete de abogados Fauver. Posteriormente, se añadieron como demandantes otras tres parejas del mismo sexo casadas y sus hijos. Los demandados fueron el gobernador Steve Beshear y el fiscal general Jack Conway. Los demandantes en Bourke argumentaron que Kentucky debía reconocer los matrimonios entre personas del mismo sexo celebrados en otras jurisdicciones. El caso fue asignado al juez John G. Heyburn II.
EEn una decisión emitida el 12 de febrero de 2014, el juez Heyburn determinó que Kentucky debe reconocer los matrimonios de otras jurisdicciones porque la denegación del reconocimiento violaba la garantía de igualdad ante la ley de la Constitución de los Estados Unidos. Su orden final, emitida el 27 de febrero de 2014, legalizó de jure el reconocimiento de matrimonios entre personas del mismo sexo celebrados fuera del estado; al ser una orden definitiva, quedó inmediatamente sujeta a apelación. Al día siguiente, Heyburn suspendió su fallo durante 21 días. El 4 de marzo, el fiscal general de Kentucky, Jack Conway, anunció que no apelaría la decisión ni solicitaría más suspensiones. El gobernador Beshear informó que contrataría abogados externos para apelar la decisión de Heyburn en el caso Bourke ante el Tribunal de Apelaciones del Sexto Circuito de los Estados Unidos y solicitar una suspensión mientras se resolvía la apelación.

### CasoLove contra Beshear
El 14 de febrero de 2014, dos parejas del mismo sexo a quienes se les denegaron licencias de matrimonio en Kentucky solicitaron que se les permitiera intervenir en el caso Bourke. Como el juez Heyburn ya había emitido una orden final en Bourke, bifurcó el caso y permitió que los nuevos demandantes intervinieran y argumentaran contra la denegación de Kentucky de licencias de matrimonio a parejas del mismo sexo. Esta parte del caso permaneció en el tribunal de distrito, retitulado Love contra Beshear. El 1 de julio, el juez Heyburn falló a favor de los demandantes intervinientes en Love y dictaminó que la prohibición de Kentucky a los matrimonios igualitarios violaba la cláusula de  Protección Igualitaria de la Constitución de los Estados Unidos. Ese mismo día, los demandados presentaron una apelación interlocutoria de Bourke ante el Sexto Circuito.

### Decisión de la Corte Suprema
El 6 de noviembre, el Tribunal de Apelaciones del Sexto Circuito falló por 2 votos contra 1 que la prohibición del matrimonio igualitario no violaba la Constitución estadounidense. Las parejas del mismo sexo presentaron su caso ante la Corte Suprema de los Estados Unidos el 17 de noviembre. En de enero de 2015, la Corte Suprema consolidó estos casos con otros tres y aceptó revisarlos bajo el caso Obergefell contra Hodges. El 26 de junio de 2015, la Corte Suprema falló en contra de los estados y revirtió la decisión del Sexto Circuito, exigiendo que todos los estados de los Estados Unidos otorgaran licencias de matrimonio a parejas del mismo sexo, con base en las cláusulas de debido proceso y de igual protección de la Decimocuarta Enmienda. Entre las primeras parejas en casarse estuvieron Tadd Roberts y Benjamin Moore en Louisville, y Marc Roland y Scott Shive en Lexington esa misma tarde, pocas horas después del fallo. Ese viernes 26 de junio se emitieron licencias en al menos cinco condados: Jefferson, Fayette, Kenton, Meade y Hancock.

#### Reacciones aObergefell contra Hodges

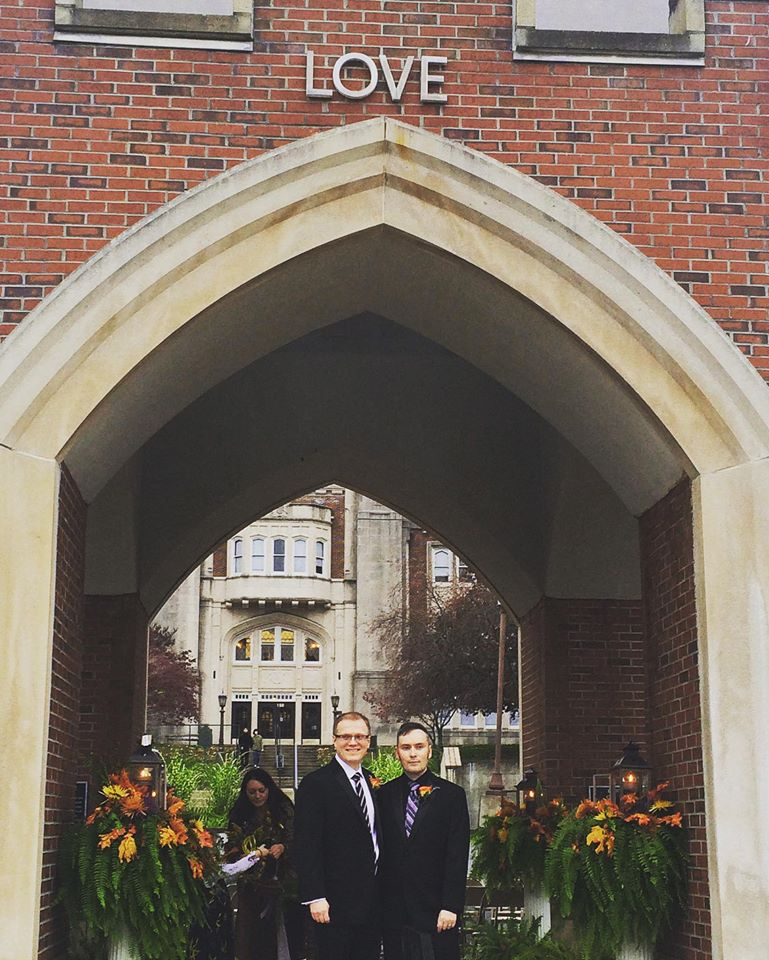
David Ermold y David Moore en el campus de la Universidad Estatal de Morehead.

Después del fallo de la Corte Suprema de 2015 que invalidó las prohibiciones al matrimonio igualitario en todo el país, David Ermold y David Moore, una pareja del mismo sexo de Morehead y exalumnos de la Universidad Estatal de Morehead, publicaron un video en el que la secretaria del condado de Rowan, Kim Davis, se negaba a emitirles una licencia de matrimonio "bajo la autoridad de Dios". El video se volvió viral y causó indignación internacional por las acciones de la funcionaria. Davis se oponía al matrimonio igualitario, y para evitar parecer homofóbica, optó por no emitir licencias de matrimonio a ninguna pareja, ya fuera heterosexual u homosexual. En total, seis parejas —cuatro representadas por la Unión Estadounidense por las Libertades Civiles (ACLU) y dos con representación legal independiente— demandaron a Davis en su calidad oficial de secretaria del condado.
El 12 de agosto de 2015, el juez David Bunning, de la Corte para el Distrito Este de Kentucky, falló en el caso Miller contra Davis que Davis debía emitir las licencias. Ella solicitó una suspensión de la orden, que Bunning concedió hasta finales de ese mes. Davis pidió extender la suspensión para poder apelar la decisión, pero un panel de tres jueces del tribunal del Sexto Circuito rechazó su solicitud, señalando que tenía "pocas o ninguna posibilidad de éxito en la apelación sobre el fondo de su caso". El 31 de agosto, la Corte Suprema de los Estados Unidos rechazó su solicitud urgente de extender la suspensión.
El 1 de septiembre, las parejas demandantes volvieron a solicitar licencias de matrimonio, pero Kim Davis desobedeció la orden judicial y no las emitió. El 3 de septiembre, tras una moción presentada por los demandantes, el juez Bunning ordenó encarcelar a Davis por desacato al tribunal. Posteriormente, el gobernador Steve Beshear ordenó a todos los secretarios de condado acatar el fallo de la Corte Suprema en Obergefell contra Hodges. El juez Bunning solicitó al gobernador que informara al tribunal sobre la validez de las licencias alteradas. Beshear reconoció que el estado de Kentucky aceptaría las licencias emitidas en el condado de Rowan, pero no pudo verificar la legalidad de las licencias ni el procedimiento seguido para alterarlas.
En julio de 2017, un juez federal dictaminó que el estado de Kentucky debía pagar los honorarios legales y costos judiciales (casi 225.000 dólares) a los abogados que representaron a las parejas a quienes se les negó la licencia de matrimonio. El 19 de marzo de 2022, el juez Bunning falló que Davis había violado conscientemente los derechos de las parejas del mismo sexo al negarles licencias de matrimonio. En septiembre de 2023, David Ermold y David Moore recibieron una compensación de 50.000 dólares cada uno por daños.

## Demografía y estadísticas matrimoniales
Según datos del censo de EE. UU. del año 2000, 7114 parejas del mismo sexo vivían en Kentucky. Para 2005, esta cifra había aumentado a 9710 parejas, las cuales representaban el 0,8 % de los hogares en pareja y el 0,4 % de todos los hogares en el estado. La mayoría residía en los condados de Jefferson, Fayette y Kenton, pero los condados con el mayor porcentaje de parejas del mismo sexo eran Lyon (0,97 % de todos los hogares del condado) y Lewis (0,81 %).Las parejas del mismo sexo en Idaho eran en promedio más jóvenes que las parejas de distinto sexo, más propensas a estar empleadas, y tenían ingresos superiores a sus contrapartes heterosexuales. Sin embargo, eran menos propensas a ser propietarias de vivienda.
El censo de EE. UU. de 2020 reveló que en Kentucky había 6887 hogares conformados por parejas casadas del mismo sexo (2756 parejas masculinas y 4.31 parejas femeninas), y 6532 hogares conformados por parejas del mismo sexo no casadas.